# Palladianisme

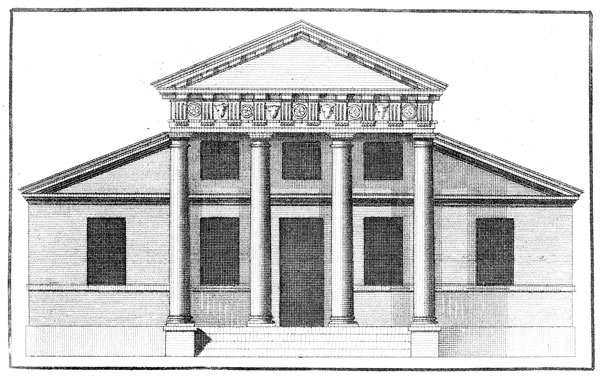
Een tekening van een villa uit een Engelse vertaling uit 1736 van Andrea Palladio's I quattro libri dell'architettura

Het palladianisme is een stijl uit de westerse architectuur die zich kenmerkt door eenvoud en harmonie. 
De stijl is afgeleid van de ontwerpen van de Italiaanse architect Andrea Palladio (1508–1580), die in Venetië werkte. De stijl is het resultaat van een evolutie die begon in de 17e eeuw en die zich ontwikkelde tot aan het eind van de 18e eeuw. Het werk van Palladio greep terug op de bouwkunst van de oudheid, en het werd daarmee een tegenhanger van de barok. Het is een onderdeel van het classicisme.
De stijl werd toegepast in de Noordelijke Nederlanden, in Noord-Duitsland, Pools-Litouwse Gemenebest en in Frankrijk (ten tijde van Lodewijk XIV en Lodewijk XV). In Engeland brak het palladianisme door met het werk van architect Inigo Jones. Verschillende buitenverblijven werden volgens deze stijl gebouwd, bijvoorbeeld Chiswick House van William Kent. Christopher Wren ontwierp naar deze stijl vele kerken in Londen. De stijl werd ook in de Verenigde Staten populair, mede door gebouwen die ontworpen zijn door Thomas Jefferson, wat men jeffersoniaanse architectuur noemt. 